# Alain Debiossat
Alain Debiossat (* 1958 in Poitou-Charentes) ist ein französischer Jazz- und Fusionmusiker (Tenorsaxophon, auch Gitarre, Sopran-, Alt- und Baritonsaxophon, Komposition).

## Wirken
Debiossat zog 1980 nach Paris, wo er an der C.I.M. (Centre d'informations musicales) Gitarre und Saxophon studierte. Seit der Gründung 1984 gehört er als Saxophonist zur Gruppe Sixun, mit der er international tourte und bis 1995 diverse Alben vorlegte. Seit 1997 ist er Mitglied im Orchestre National de Barbès, für das er gleichfalls komponierte. Debiossat spielte zudem mit dem Quintett von Zool Fleischer und der Bigband von Antoine Hervé, später mit Karim Ziad, Michel Alibo, Nguyên Lê (Maghreb & Friends) und Post Image. Er begleitet auch Élisabeth Caumont, Cheb Mami, Alma Rosa und Coco Mbassi.

## Preise und Auszeichnungen
1984 gewann Debiossat den Solistenpreis beim Nationalen Jazzwettbewerb von La Défense, was ihm ermöglichte, mit seinem Quartett Point G in vielen Pariser Clubs aufzutreten. 

## Diskographische Hinweise
- Alain Debiossat / Sadia Tiacoh / Olivier Chabasse Dan Mandingue (Bleu Citron 1990)
- Post Image with John Greaves, Alain Debiossat Fragile (Cristal 2017)